# Fluorosurfactante

Estrutura esqueletal do PFOS, um fluorosurfactante efetivo e bioacumulativo

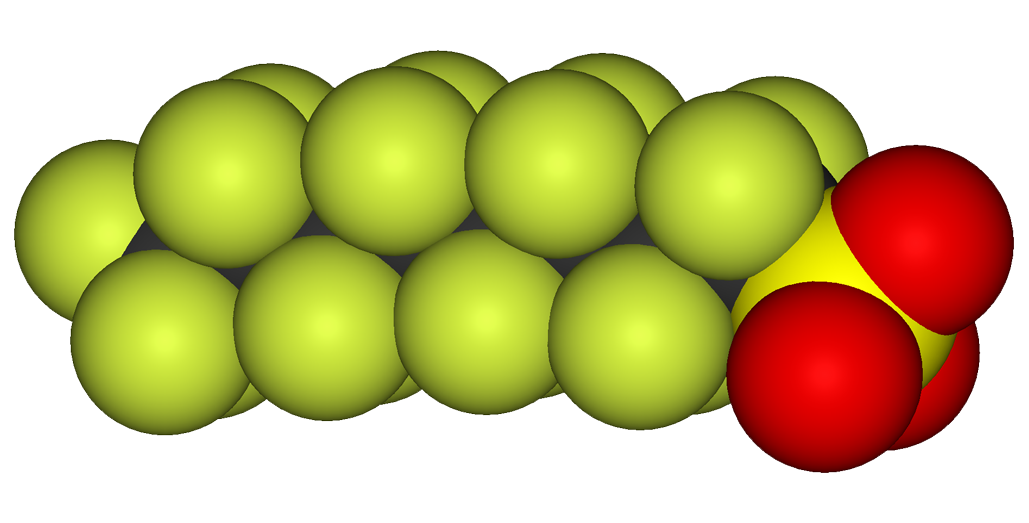
Modelo espacial de PFOS

Substâncias Per e Perfluoralquiladas (PFAS), são compostos químicos organofluorados sintéticos que tem múltiplos átomos de flúor (F) ligados a átomos de carbono (C). Eles tem uma "cauda" fluorada e uma "cabeça" hidrofílica e são perfluorados ou polifluorados, a cauda sendo completamente ou parcialmente fluorida (todos os carbonos ligados a flúor ou parte dos carbonos ligados a flúor). Pela estrutura molecular e a força da ligação C-F, são extremamente estáveis e resistentes à degradação. 

Como surfactantes, eles são mais efetivos e baixam a tensão superficial da água que os comparáveis surfactantes a base de hidrocarbonetos.  Alguns fluorosurfactantes, tais como o PFOS, são detectados em humanos e vida selvagem.